# Agglomération romaine du col de Ceyssat
Vous lisez un « bon article » labellisé en 2022.
L'agglomération romaine du col de Ceyssat est une petite ville romaine située entre 1 000 et 1 150 m d’altitude, au pied du puy de Dôme et de son sanctuaire dédié à Mercure. L'agglomération est implantée au cœur du territoire de la cité des Arvernes, en Gaule aquitaine, à seulement une dizaine de kilomètres de sa capitale Augustonemetum/Clermont-Ferrand.
Le site du col à proprement parler est occupé dès la fin de la protohistoire, bien que la nature de cette occupation ne soit pas connue. L'implantation de l'agglomération secondaire romaine est datée du courant du Ier siècle apr. J.-C. Structurée par la voie d'Agrippa entre Lugdunum (Lyon) et Mediolanum Santonum (Saintes), cette ville polynucléaire occupe entre une dizaine et une quinzaine d'hectares, sur lesquels ont été reconnus quatre secteurs. Au col et directement au contact de la voie d'Agrippa, le relais routier constitue le cœur de l'agglomération. Tout en régulant le flux des voyageurs et des pèlerins souhaitant gravir le puy de Dôme pour accéder au sanctuaire sommital de Mercure, sa fonction était probablement de fournir des lieux d'hébergement, de restauration et des boutiques aux voyageurs de tous horizons. La partie nord, à partir de laquelle s'effectuait l'ascension de la montagne sacrée, se caractérise par une zone cultuelle où s'élevait un sanctuaire, dont le plan a été perçu par les sondages et dont l'étude céramique a confirmé l'existence. À l'opposé du secteur cultuel, en direction du sud-est s'étend une zone funéraire où a notamment été fouillé l'un des plus imposants bûchers funéraires des Gaules. Le quartier bas, implanté à environ 400 m à l'ouest du col, toujours au contact de la voie d'Agrippa, constitue le dernier secteur de cette agglomération, qui est abandonnée après le milieu du IIIe siècle sans que la raison en soit connue.
Tout comme les autres territoires de la chaîne des Puys, le col de Ceyssat a été l'objet d'un intense reboisement depuis la fin du XIXe siècle. En dépit des difficultés d'accès à ce terrain, la connaissance archéologique de l'agglomération antique est essentiellement due aux opérations d'archéologie programmée, sondages et prospections pédestres, dirigées par Frédéric Trément de l'Université de Clermont-Ferrand. Quelques opérations de sondages d'archéologie préventive, liées à l'aménagement du territoire, documentent plus ponctuellement la ville antique.

## Contextes

### Contexte géographique

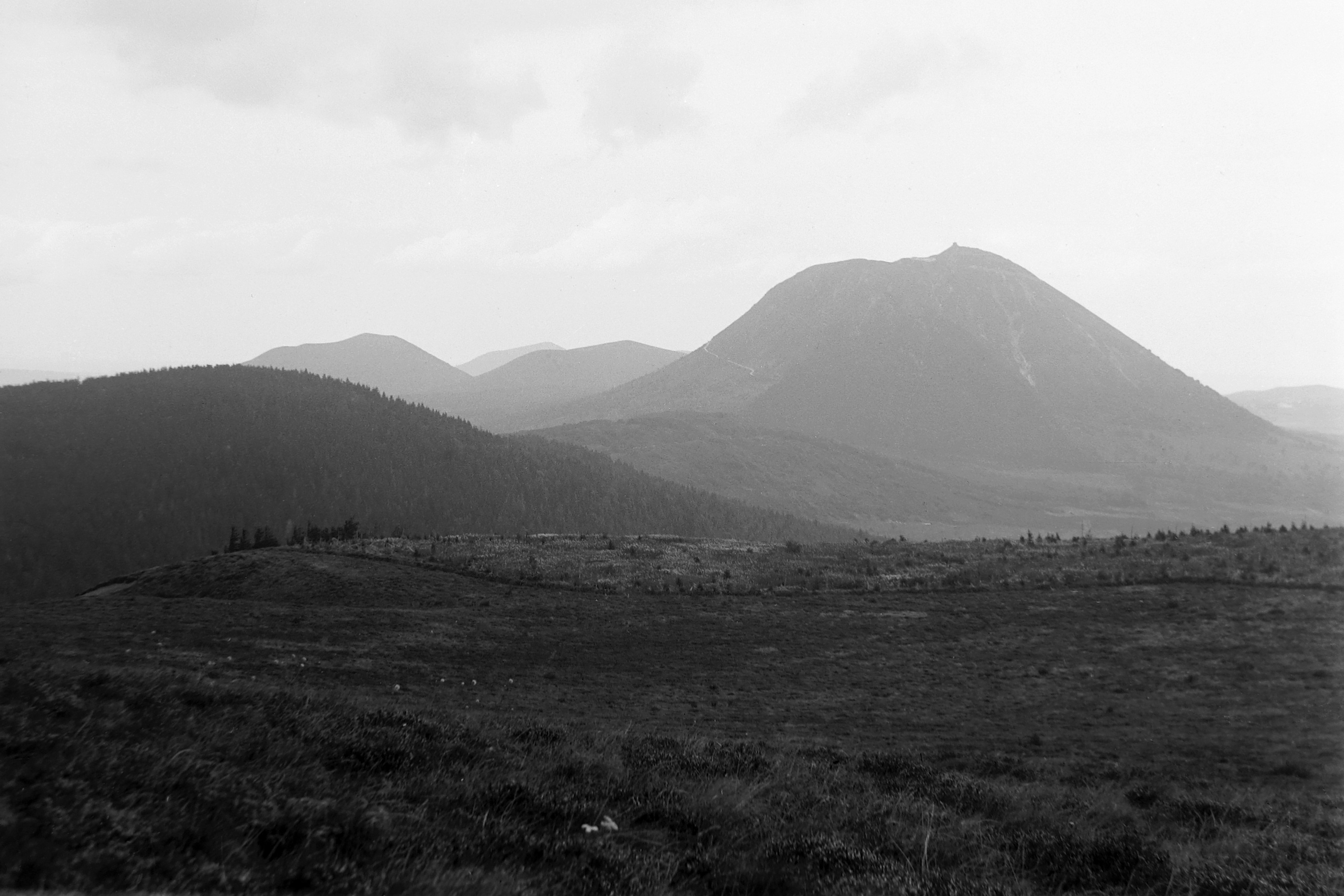
Vue sur le puy des Grosmanaux à l'avant-plan à gauche, le puy de Dôme à l'arrière plan à droite et le col de Ceyssat à ses pieds (photographie des années 1930).

Le col de Ceyssat se trouve au pied du versant méridional du puy de Dôme. qui est le plus haut sommet de la chaîne des Puys, visible à au moins plusieurs dizaines de kilomètres. Culminant à 1 077 m d'altitude, le col était jusqu’au XVIIIe siècle le principal point de passage entre la vaste plaine de la Limagne à l'est, les monts Dore au sud-ouest et les Combrailles au nord-ouest,. Le col de Ceyssat à proprement parler correspond au tripoint entre les communes de Ceyssat, Saint-Genès-Champanelle et Orcines.
L'agglomération, implantée à une altitude comprise entre 1 000 et 1 150 m, est entourée de plusieurs volcans : au nord le puy Lacroix, anciennement puy Redon, dont les pentes de 40 à 50 % constituent le flanc méridional du puy de Dôme auquel on accède par le chemin des Muletiers ; au sud le puy des Grosmanaux ; au sud-ouest le puy Besace,.
Le climat y est rude, marqué par des hivers rigoureux, des étés où les orages peuvent être violents, et des pluies et brouillards fréquents. La forêt qui recouvre le col est composée d'épicéas et d'hêtres plantés entre la fin du XIXe siècle et le début du XXe siècle dans le cadre d'un vaste programme de reboisement de la chaîne des Puys,. Si ce relief boisé a parfois rendu les recherches difficiles,, il n'en a pas moins protégé le site en freinant l'érosion des pentes dont les sédiments ont anciennement recouvert les vestiges, permettant par exemple de conserver certains murs sur une élévation de plus d'un mètre.
La géologie du col de Ceyssat se caractérise par des produits éruptifs trachytiques issus du cratère d'explosion du Kilian, lesquels s'étendent jusqu'au col. L'occupation humaine s'est traduite, au cours de l'Antiquité, par l'aménagement de terrasses qui ont durablement modifié l'organisation du terrain jusqu'à l'abandon du site et leur rupture.

### Contexte archéologique

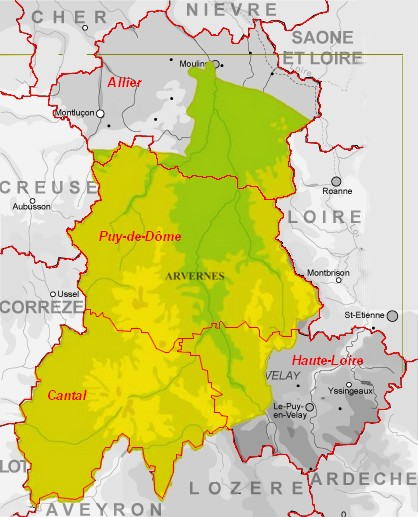
Le territoire de la cité des Arvernes à l'époque romaine.

Le site archéologique du col de Ceyssat se trouve dans la cité antique des Arvernes dont le territoire correspond à la totalité des départements du Puy-de-Dôme et du Cantal, au sud et sud-est du département de l’Allier, et au tiers nord-ouest du département de la Haute-Loire. La civitas Arvernorum est l'héritière de la cité gauloise arverne et prend place au sein de la province d'Aquitaine. Sa capitale Augustonemetum est construite à la fin du Ier siècle av. J.-C. à l'emplacement de la future ville de Clermont-Ferrand, laquelle se trouve environ 10 km à l'est de l'agglomération secondaire du col de Ceyssat.
À l'exception du temple de Mercure au sommet du puy de Dôme, l'environnement archéologique de l'agglomération est peu connu. Quelques sites sont toutefois documentés dans un rayon de quelques kilomètres, sur les communes de Ceyssat et d'Orcines.
À environ 4,5 km à l'ouest du col à proprement parler (environ 4 km à l'ouest de l'agglomération depuis le quartier bas), la partie thermale d'une villa romaine a été fouillée au cours des années 1970 sur la commune de Ceyssat, au lieu-dit « Pré Bonjean ». Bien qu'elle ne soit pas précisément datée, son occupation ne semble pas dépasser la fin du IIIe siècle. Sur la commune d'Orcines, à l'est, au lieu-dit La Baraque, soit à environ 5 km du col, la présence d'un autre habitat rural luxueux interprété également en tant que villa a été trahie par la découverte, à la fin du XIXe siècle, de tesselles de mosaïque. La dernière mention d'un riche habitat rural se trouve également sur la commune d'Orcines, au lieu-dit Mazière/Mazeiras. Un trésor monétaire gaulois y a été trouvé au milieu du XIXe siècle tandis que des constructions romaines importantes y sont signalées à la fin du même siècle, tout comme des tubulures d'hypocauste. D'autres fouilles y ont été menées dans les années 1980 et ont mis au jour d'autres vestiges sur une superficie estimée à 1 ha. Tandis que les auteurs de la Carte archéologue du Puy-de-Dôme voient dans ce dernier site les éléments d'une villa, son fouilleur y voit un relais avant l'ascension du puy de Dôme.
Trois inscriptions sur domite ont été découvertes à la fin du XIXe siècle sur la commune d'Orcines, au lieu-dit La Tourette,. Ces inscriptions, dont deux sont gravées sur des statues, sont des dédicaces à Mercure faites par Vindonius Silvanus et datées de 151-180 par Bernard Rémy. Deux autres inscriptions sur domite, beaucoup plus lacunaires, ont également été signalées à la fin du même siècle, tandis qu'un autre fragment de statue ainsi qu'un trident, dont la découverte a été signalée à La Baraque, proviennent plus vraisemblablement de ce site. La présence de ces trois dédicaces a mené à une interprétation des lieux comme un petit sanctuaire de Mercure, implanté à proximité de la voie romaine ; une borne routière de Claude, a également été trouvée dans les environs. Des recherches réalisées en 2019 au même lieu-dit n'ont pas permis de retrouver l'emplacement exact des découvertes anciennes.

## Historiographie

### Découvertes anciennes

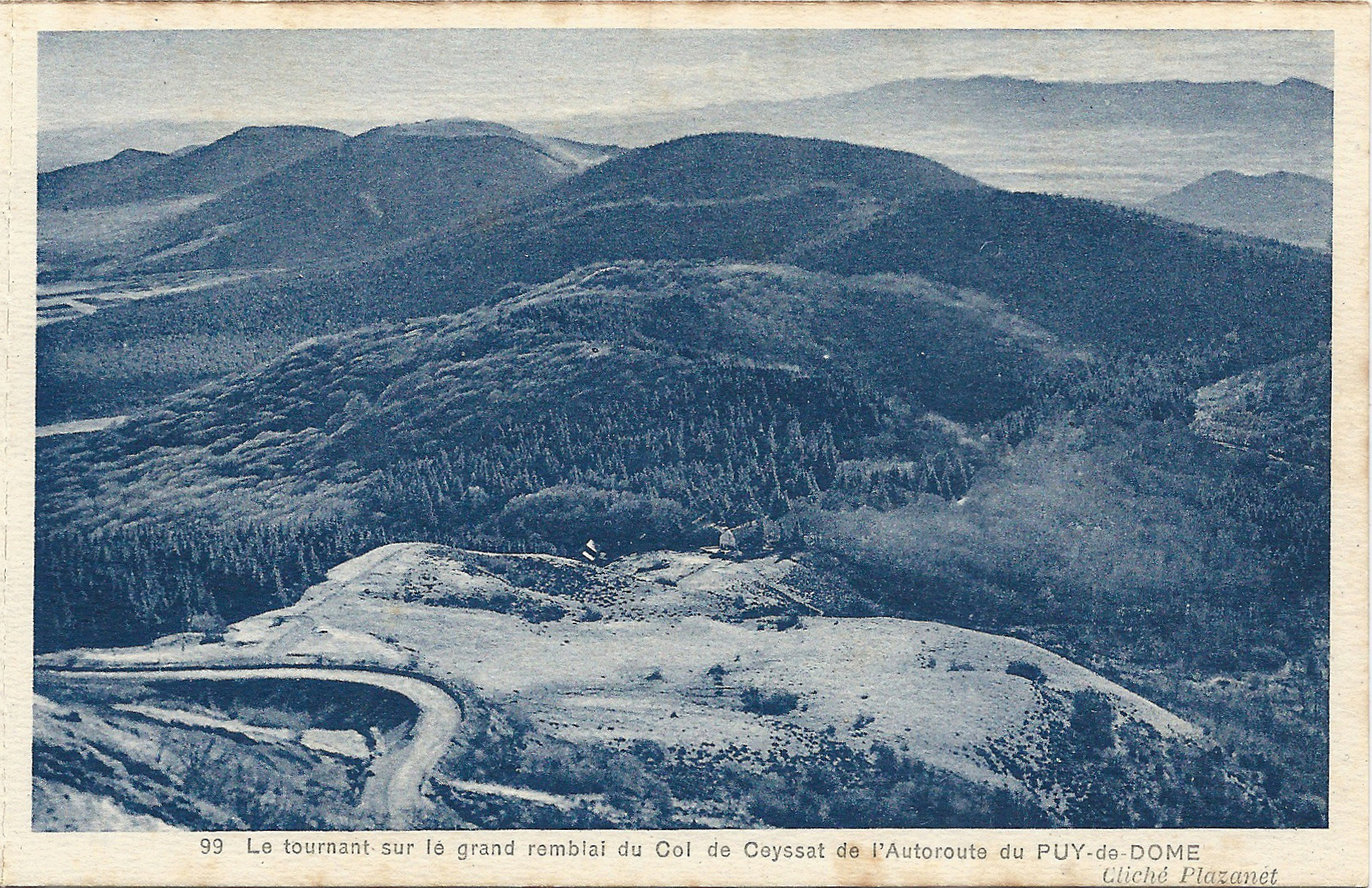
Le col de Ceyssat vu depuis le puy de Dôme, vers 1930.

La première mention connue de vestiges au col de Ceyssat remonte au début du XIXe siècle, lorsque le baron La Force évoque d'anciennes fouilles de l'architecte Ledru ainsi que ses propres observations. La présence de terres cuites architecturales, de céramiques et de constructions est fréquemment rapportée au cours du même siècle, notamment par Henri Lecoq, Jean-Baptiste Bouillet et Pierre-Pardoux Mathieu. Ce dernier porte un intérêt particulier au puy de Dôme auquel il consacre une étude en 1875, ce qui lui permet d'approfondir l'inventaire des découvertes réalisées au pied du sanctuaire sommital.
À la fin de ce siècle, Émile Alluard attire l'attention de l'Académie de Clermont-Ferrand sur les menaces qui pèsent sur les vestiges,,. Un incendie qui détruit une maison mène en 1886 à l'ouverture de deux tranchées de 20 × 2 m chacune. Le capitaine Noir de Chazournes, chargé par le général de Champvallier d'en lever le plan, mentionne des « traces non équivoques de construction, mais qui, à première vue du moins, ne révèlent en rien des monuments importants ». L'aménagement du col mène à d'autres découvertes, comme lors du creusement des fondations d'une écurie au cours de l'hiver 1886-1887, lorsque sont mis au jour des fragments architectoniques ainsi qu'une stèle ensuite transférée au musée d'Archéologie nationale.
Auguste Audollent, professeur d'histoire à l'université de Clermont, s'intéresse au sommet du puy de Dôme lorsqu'un projet de funiculaire voit le jour et que des fouilles sont engagées à son sommet sous sa direction et celle de l'architecte Gabriel Ruprich-Robert. Ces fouilles sont l'occasion de glaner des informations auprès des ouvriers et de la population locale, notamment en ce qui concerne les découvertes au col de Ceyssat. L'aménagement de la nouvelle voie d'accès au sommet du puy de Dôme est d'ailleurs l'occasion de la découverte d'une statue en 1906 : « à 150 mètres environ en contrebas du croisement de la nouvelle voie avec le sentier qui va de Ceyssat au sommet du puy de Dôme. Le fragment faisait partie d’un éboulis tombé du talus sur la neige de la tranchée »,.
Diverses trouvailles dont la date de découverte n'est pas connue remontent probablement à la fin du XIXe siècle ou au début du XXe siècle : bracelet donné par Georges Desdevises Du Dézert, statuette en bronze, bracelet/anneau de jambe du Hallstatt, céramiques communes et sigillées...
Le site tombe dans l'oubli jusqu'à la mention de découvertes ponctuelles à la fin des années 1950 et au début des années 1960,. Le col est cependant toujours évoqué à l'occasion de publications sur les voies romaines,.
Les décennies 1980 et 1990 sont quant à elles marquées par de multiples fouilles clandestines,.

### Redécouverte du site
Les recherches sur le col de Ceyssat ont connu un nouvel essor au tournant des années 2000, grâce à la combinaison de recherches universitaires, d'opérations d'archéologie préventive, et du chamboulement du terrain forestier à la suite de la tempête de 1999. Dans le cadre d'un mémoire de maîtrise sur l'occupation du sol dans quelques communes de la chaîne des Puys, Lucile Humbert, étudiante de l'Université Blaise-Pascal sous la direction de Frédéric Trément, a réalisé une reprise de la documentation archéologique sur la commune de Ceyssat,. Grâce à la tempête de 1999, à l'opération d'archéologie préventive de juin 1999, laquelle a consisté en des sondages préalables à l'aménagement d'aires de stationnement à proximité de l'auberge des Muletiers au col, et à des prospections pédestres, il a été possible d'envisager l'existence d'une agglomération secondaire romaine,,. La même année, la destruction de l'ancienne auberge en ruines a fait l'objet d'une surveillance archéologique qui a permis de récolter plusieurs blocs de trachyte en remploi.
Lors de l'aménagement du chemin des Muletiers l'année suivante, une surveillance de travaux a été prescrite par le service régional de l'archéologie,. Les premiers sondages dirigés par Frédéric Trément ont été ouverts la même année en avril afin d'évaluer précisément la nature des structures fouillées entre la fin des années 1970 et les années 1980 dans la partie nord du col de Ceyssat. D'autres sondages, menés au sud du site archéologique, ont porté sur la fosse fouillée clandestinement et alors interprétée comme une favissa, laquelle s'est révélée être une fosse de bûcher funéraire. Ces opérations se sont poursuivies l'année suivante lors de prospections pédestres accompagnées de sondages en mars-avril, avril-mai puis juin-août. 31 transects accompagnés de sondages ponctuels ont été ouverts à l'emplacement des observations du XIXe siècle sur le puy Lacroix afin d'estimer notamment la chronologie et l'extension du site archéologique. Les relevés topographiques ont été réalisés l'année suivante. Entre juin et juillet 2003, un long transect a été ouvert à l'ouest du col de Ceyssat, au niveau du puy Besace, à l'emplacement de la voie romaine et d'un bâtiment anciennement découvert. L'état des connaissances du col de Ceyssat reste essentiellement dû aux opérations dirigées par Frédéric Trément qui ont permis de documenter archéologiquement les différents secteurs de l'agglomération,.
De 2003 à 2020, seules des opérations d'archéologie préventive ont concerné ponctuellement le secteur du col de Ceyssat : un diagnostic au niveau du parking du col en novembre 2003, l'installation du réseau d'eau potable jusqu'au sommet du puy de Dôme en mars-avril 2012, et enfin le réaménagement de l'auberge des Muletiers en avril 2019. Si toutes ces opérations ont été très limitées dans le temps et dans l'espace, elles n'en ont pas moins permis d'échantillonner tous les secteurs de l'agglomération antique.

### Nouvelles recherches
Depuis 2020, de nouvelles recherches menées sous la houlette de Frédéric Trément de l'Université Clermont Auvergne ont conduit à la réalisation d'un levé Lidar de 64 ha permettant d'affiner le modèle numérique de terrain sur l'ensemble de l'agglomération et une partie du tracé de la voie d'Agrippa,. Une prospection géophysique géoradar a quant à elle permis de réaliser 18 profils sur la partie occidentale du quartier bas,. Ces opérations ont été menées en préalable à de nouveaux projets de recherche sur le col de Ceyssat.
Des sondages programmés ont été menés en mai-juin 2021 dans le quartier-bas sous la direction de Frédéric Trément et se poursuivent en 2022. Ils visent essentiellement à documenter le tracé et le profil de la voie d'Agrippa, notamment dans la cavée à l'ouest du col de Ceyssat.

## L'agglomération

### La voie d'Agrippa

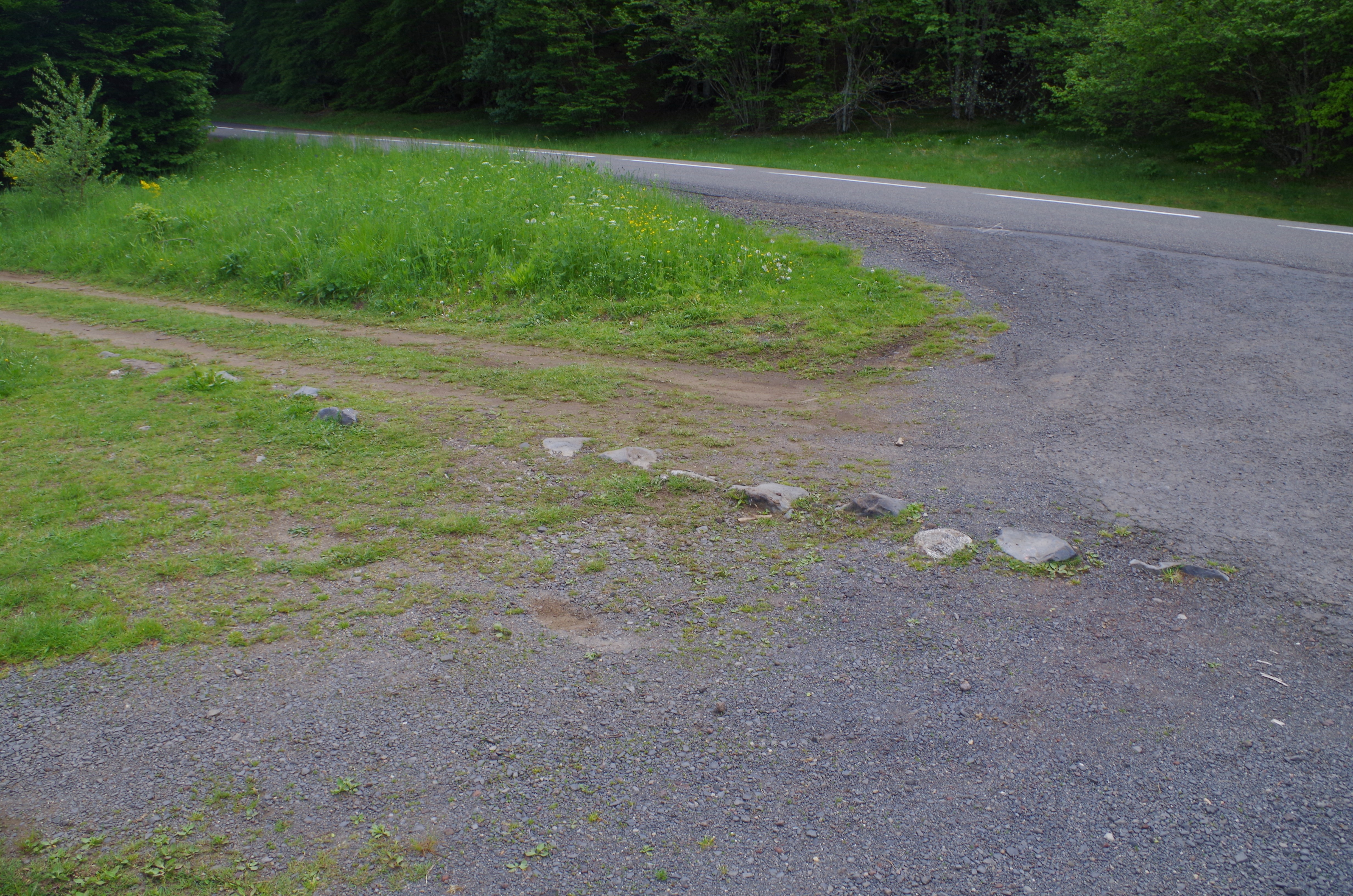
Umbones de la voie romaine d'Agrippa encore visibles au niveau du quartier ouest.

Le passage de la voie romaine d'Agrippa Lugdunum-Mediolanum Santonum (Lyon-Saintes) par le col de Ceyssat est supposé dès le début du XIXe siècle à la suite d'un article de François Pasumot. Cette hypothèse a été reprise au cours du même siècle par Jean-Baptiste Bouillet et Pierre-Pardoux Mathieu, puis au siècle suivant par Pierre-François Fournier et par Pierre Denimal.
La première attestation archéologique d'une voie au col de Ceyssat remonte au diagnostic de 1999, lorsqu'un radier de galets d'au moins 0,40 m d'épaisseur et observé sur 8 m de large est prudemment interprété comme étant constitutif de la voie d'Agrippa car il n'est pas daté,. Le col de Ceyssat constitue le point le plus élevé (1 077 m d'altitude) de cette grande voie romaine d'axe est-ouest.
Cet axe qui semble avoir structuré l'organisation de l'agglomération a également été aperçu dans le quartier bas où plusieurs dizaines d'umbones, les pierres couronnant le trottoir surélevé par rapport à la voie, sont encore visibles au début des années 2020 et ont été aperçus, pour certains, dans les sondages du bâtiment attenant à la voie,. L'écartement de 6,50 m entre les deux alignements d'umbones permet de connaître la largeur de la surface de roulement tandis que les fossés bordiers sont espacés de 22 m. Sa construction est datée du début du Ier siècle,. Tandis que la pente de 25 % à l'est du col est atténuée par la présence de virages en lacets, la voie prend la forme d'un aménagement de type cavée en S observé dès le début des années 2000 dans sa partie occidentale, au niveau du quartier bas, avec une pente régulière de l'ordre de 10 % d'après les dernières recherches,.
Les cinq sondages ouverts à partir de 2021 dans le quartier bas ont essentiellement pour objectif de documenter le tracé de la voie d'Agrippa ainsi que la cavée à l'ouest de l'agglomération de Ceyssat. La voie semble mesurer 8,50 m dans son dernier état avant l'entrée dans la cavée et est alors associée à une surface de 8 m de large qui pourrait correspondre à une zone d'évitement. En effet, dans la cavée, la voie est très peu large (1,40 m mais cela résulte également d'une mauvaise conservation) et sujette à l'érosion, d'où l'aménagements de terrasses et d'un fossé voué à canaliser les eaux et les éboulis.
Grâce au levé Lidar réalisé en 2020, le tracé de la voie au niveau du col a pu être affiné, en le distinguant notamment de l'ancienne route médiévale et moderne qui en a partiellement repris le tracé.
Si le tracé de la voie d'Agrippa est reconnu en de multiples points à l'ouest du col de Ceyssat, dans les Combrailles, son itinéraire n'est pas connu avec précision entre Augustonemetum et le col de Ceyssat même si la présence d'une borne à Orcines permet d'en dresser approximativement le tracé.

### Secteur central

Plan de l'agglomération d'après.

La partie urbaine de l'agglomération romaine est implantée au niveau du col de Ceyssat à proprement parler, à l'emplacement actuel de l'auberge et du parking. La connaissance de ce secteur central, au contact de la voie d'Agrippa, repose essentiellement sur la documentation ancienne, notamment du XIXe siècle.
L'occupation protohistorique de ce secteur est méconnue, à l'exception de quelques fragments de céramique datés de La Tène D (150-30 av. J.-C.), trouvés dans des fonds de fosses, dont la chronologie coïncide avec les premiers indices d'une occupation laténienne au sommet du puy de Dôme. Un couteau, trouvé dans des déblais, pourrait également dater de la Protohistoire.
De fréquentes découvertes de murs sont signalées dans la bibliographie et les seules interventions qui ont mené au creusement du terrain, lors de la reconstruction de la maison détruite par le feu, ont livré de la céramique des IIe et IIIe siècles, une monnaie de Dioclétien ainsi que du lapidaire. Ces fragments architectoniques pourraient signaler la proximité d'un édifice monumental tandis que les imposants chaperons de mur encore visibles, dont la place dans l'agglomération n'est pas connue, pourraient appartenir à un mur d'enceinte monumental séparant entre elles différentes parties de l'agglomération ou bordant la voie romaine.
Les bâtiments observés dans ce secteur au fil des interventions récentes se caractérisent tous par une construction soignée en petit et moyen appareil régulier de trachyte,,. Leur chronologie correspond systématiquement au IIe siècle et au début du IIIe siècle tandis qu'aucune trace d'une occupation postérieure n'a été observée. Des terrassements et des fosses du Haut-Empire sont également signalés,,. Dans ce secteur, la densité des vestiges a été confirmée par la succession de plusieurs opérations d'archéologie préventive.
Le tronçon de voie non daté, découvert à l'occasion de la fouille d'évaluation archéologique de 1999, a été mis au jour dans le secteur central, de l'autre côté de la ruine implantée à l'ouest, dans le virage de la départementale 68.
La superficie du secteur central, interprété comme le relais routier implanté au cœur de l'agglomération, est estimée à 2 ou 3 hectares. Le mobilier qui y a été découvert témoigne davantage de la vie quotidienne que d'une spécialisation du secteur.

### Zone cultuelle

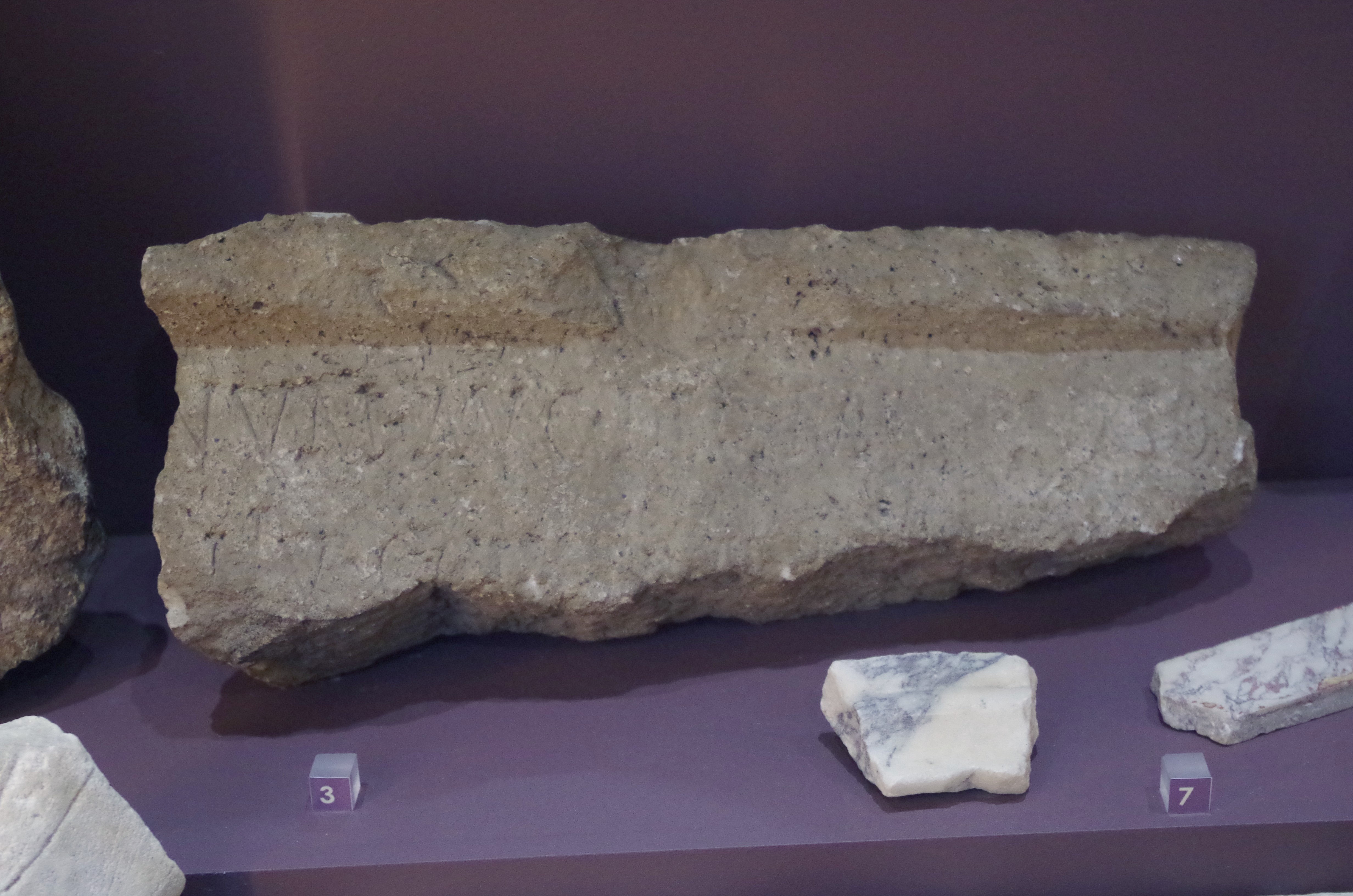
L'inscription trouvée en 1906 en contrebas de la route d'accès au sommet du puy de Dôme.

Le secteur nord de l'agglomération se trouve au pied du versant méridional du puy de Dôme, sur un replat du puy Lacroix, anciennement connu sous le nom de puy Redon. Il a fait l'objet de plusieurs fouilles clandestines au cours des années 1970-1980, et les premiers sondages de Frédéric Trément y ont été implantés. Les découvertes anciennes y sont plus rares, à l'exception notable d'une dédicace à la puissance divine de l'Auguste et de Mercure, datée entre la fin du IIe et le début du IIIe siècle, retrouvée en 1906 à 150 m au sud du croisement entre le chemin des Muletiers et la route d'accès au puy de Dôme : « À la puissance divine de l'Auguste et au dieu Mercure, ... Livius (?) Coi ... Ca (a placé ce monument). »,.
Ce secteur est occupé dès La Tène finale mais la nature de cette occupation n'est pas connue. Une palissade pourrait correspondre à une délimitation de l'espace ou au soutènement d'un système de terrasses,. Des opérations de terrassement menées dès l'époque augustéenne chamboulent la topographie du secteur et permettent la construction de bâtiments implantés perpendiculairement à la pente.
Les murs et les bâtiments reconnus lors des sondages et des diagnostics sont le plus souvent le témoignage de constructions soignées en appareil réticulé mettant à profit les éjecta volcaniques des montagnes environnantes : trachyte, basalte et scories. Parmi le réseau de constructions, un bâtiment a notamment livré du marbre, un fragment de sculpture en domite et une déesse mère en terre blanche de l'Allier, tandis que d'autres ont livré des tubulures d'hypocauste et de l'enduit peint, voire des tesselles de mosaïque. La présence de nombreux éléments luxueux (marbre, enduit peint, hypocauste et éléments architectoniques) laisse penser à une volonté de monumentalisation du secteur,.
Un édifice à plan centré de 30 m de côté, ayant livré de l'enduit peint et des fragments de statuette en terre blanche de l'Allier, a été interprété en tant que potentiel sanctuaire,. L'analyse céramique confirme l'hypothèse cultuelle de ce secteur. En effet, Jérôme Trescarte souligne la présence de statuettes en terre blanche de l'Allier et de coupelles à engobe blanc et engobe blanc souligné de lignes rouges ou orange, qui sont caractéristiques des contextes cultuels, notamment chez les Arvernes comme à la source des Roches. L'étude céramique révèle toutefois la présence de très nombreuses céramiques communes à dégraissant sableux qui montrent des traces de manipulations rituelles. Il s'agit principalement de vases à feu : pots à cuire et cruches/bouilloires. La panse de ces vases a été méthodiquement brisée pour n'en récupérer que le fond qui est parfois perforé de l'intérieur, ce qui constitue une pratique notamment observée à Augustonemetum ou dans la nécropole du champ d'urne à Argentomagus. Quelques céramiques fines, comme des terra nigra, montrent un traitement similaire. D'autres vases ont été décolletés et leur lèvre a parfois été mutilée ; cette pratique pourrait être associée à la présence de graffites sur les lèvres. Certains vases seraient donc détournés de leur usage domestique pour gagner la sphère cultuelle, les transformant potentiellement en ex-votos. Un certain nombre de ces vases ayant été brûlés avant ou après être brisés, Jérôme Trescarte n'exclut pas l'existence de culinae où les offrandes alimentaires étaient brûlées. Les vidanges successives de ces foyers auraient été vidées dans des favissæ, ce qui expliquerait la découverte d'un si grand nombre de vases ayant subi un traitement similaire.
Parmi les céramiques communes à dégraissant sableux, les céramiques communes claires représentent l'écrasante majorité des individus (93 %). Il s'agit essentiellement de pots à cuire, de marmites à collerettes et surtout de cruches/bouilloires révélant des traces de chauffe. Cette dernière catégorie, à la facture très standardisée dans le cas du col de Ceyssat, représente 15 % du nombre minimal d'individus du secteur 1, tous types de céramiques confondues. Rarement retrouvées dans des contextes d'habitat, les cruches/bouilloires peuvent avoir pour fonction la conservation d'un liquide, son chauffage, ou encore l'utilisation d'un liquide à des fins de libation ou d'ablution des fidèles et des prêtres dans un contexte cultuel. Il n'est pas non plus rare de les retrouver en contexte funéraire, comme dans le cas du bûcher funéraire de la nécropole du col de Ceyssat.
72 graffites, qui correspondent soit à des formules abrégées soit à des initiales, ont été découverts sur des céramiques dans le secteur 1, majoritairement sur des vases à feu dont des cruches/bouilloires. La présence de ces graffites sur la lèvre et le bec verseur pourtant étroits pourrait avoir un lien, dans le cas du graffite DVX, soit avec l'écoulement du liquide contenu dans le vase, soit avec le culte de Mercure.
Ce « complexe cultuel », se trouve en position dominante du relais routier, en périphérie de celui-ci et au point de départ de l'ascension de la montagne sacrée. Les pratiques cultuelles du sanctuaire du puy Lacroix esquissent des similitudes avec celles du sanctuaire sommital, mais les recherches, tant au sommet qu'au pied du puy de Dôme, demeurent trop partielles. Il s'agirait du seul édifice monumental de cette agglomération mais cette situation est la plus fréquente parmi toutes les villes du Massif central.
La présence de terra nigra laisse supposer une occupation dès la fin du Ier siècle av. J.-C., mais plus vraisemblablement dans le courant du Ier siècle apr. J.-C., tandis que les derniers éléments sont datés de la seconde moitié du IIe siècle et du début/milieu du IIIe siècle. Abandonnés au début de la seconde moitié du IIIe siècle,, les murs de soutènement finissent par rompre.

### Quartier bas
Le secteur ouest, également qualifié de quartier bas, se trouve à environ 400 m du col de Ceyssat à proprement parler, à une altitude plus basse, de l'ordre de 1 010-1 020 m. L'intérêt porté pour ce secteur est motivé par la présence en surface, à l'ouest le long de la route départementale 68, d'un alignement de pierres interprétées comme les umbones de la voie d'Agrippa. En 2003, 35 de ces pierres ont été observées sur un côté, et 9 de l'autre côté, à environ 6,50 m.
Dans ce secteur, plusieurs anomalies topographiques suggèrent la présence de multiples vestiges implantés à proximité et le long d'un chemin qui reliait la commune de Ceyssat à Clermont-Ferrand et qui a par le passé été interprété comme la voie d'Agrippa. Au moins trois constructions visibles sous la forme d'anomalies quadrangulaires ont livré du mobilier antique en prospection,. Une des constructions, sondée en 2021 puis en 2022, est interprétée comme une potentielle écurie où un abreuvoir a notamment été trouvé et où des analyses biomoléculaires attestent la présence de chevaux.
Plus singulièrement, un bâtiment rectangulaire d'environ 19 × 10 m implanté immédiatement le long du chemin a été fouillé clandestinement et a entre autres livré des tesselles de mosaïque ainsi que des scories de métal,. Le transect ouvert en 2003, qui recoupe le chemin et la partie méridionale du grand bâtiment, montre un lien fort entre ces deux ensembles qui ont connu différents états. Construit au début du Ier siècle, ce bâtiment interprété en tant qu'auberge est antérieur à la voie qui est construite au plus tôt durant la première moitié du Ier siècle à l'emplacement d'un fossé laténien ou augustéen. Tout comme le fossé avant elle, la voie romaine est touchée par d'importants ruissellements liés à la topographie et pour lesquels des fossés bordiers ont été aménagés. Le mur méridional du bâtiment rectangulaire est arasé avant la seconde moitié du IIe siècle et remplacé dans la seconde moitié de ce même siècle par un autre, plus large, tandis que la voie est rechargée. Il semblerait que les problèmes de ruissellement, qui ont entraîné la construction d'un large fossé bordier le long du bâtiment, aient entraîné un changement de fonction de ce bâtiment dont le sol a été rehaussé,. La présence d'une tesselle de mosaïque dénote une construction de qualité qui pourrait correspondre à un lieu de culte en lien avec la voie. Le fossé bordier cesse de fonctionner au plus tôt dans le premier tiers du IIe siècle et le mur méridional du bâtiment s'effondre puis est abandonné dans la seconde moitié du IIe siècle ou le courant du IIIe siècle. On ignore jusque quand la voie a continué à fonctionner.
L'existence du quartier bas pourrait s'expliquer par l'étroitesse du col qui ne pouvait pas accueillir l'ensemble des installations, son altitude plus faible et moins sujette aux intempéries notamment hivernales, ou encore l'existence d'un poste d'évitement avant l'entrée dans la cavée et la montée au col, avec tout ce qu'il implique comme personnel et comme structures d'accueil des hommes et des montures.

### Zone funéraire

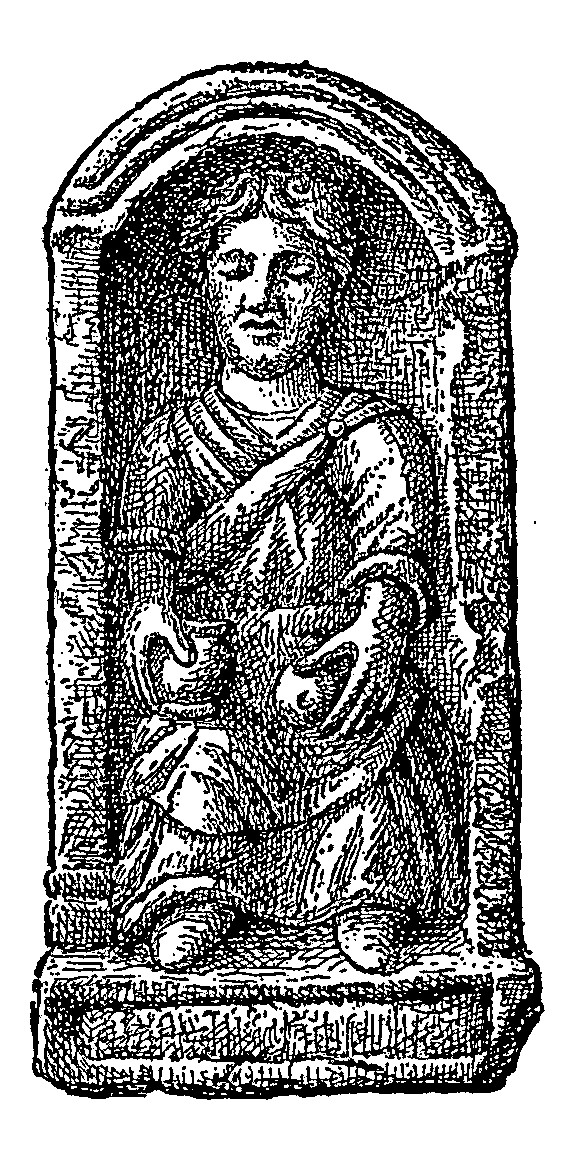
Stèle découverte au col de Ceyssat au cours de l'hiver 1886-1887.

Au sud de l'agglomération se trouve une zone funéraire qui s'étend sur au moins 250 m dans le sens nord-sud. Elle serait desservie par une voie hypothétique d'axe globalement nord-sud. Ses limites sont toutefois inconnues car elle se trouve sur le versant oriental du puy des Grosmanaux dont la pente est particulièrement forte, ce qui rend difficiles les prospections pédestres. La littérature rapporte des découvertes anciennes, dont, au cours de l'hiver 1886-1887, une stèle représentant un personnage féminin dans une petite niche de 45 × 30 × 25 cm pour un poids de 19 kg. Il pourrait s'agir une déesse mère ou plus vraisemblablement d'une stèle votive, mais aucune inscription n'a été gravée dans le cartouche voué à cet effet. Trois coffres funéraires ont été découverts dans le même secteur au cours des années 1990,.
À environ 250 m au sud du col, un bûcher funéraire, anciennement interprété comme une favissa, a été sondé en février 2002. Bien que des fouilles clandestines menées en 1992 et 1995 aient perturbé la stratigraphie de la structure, rendant sa compréhension malaisée, la fouille a mis au jour un bûcher d'orientation nord-ouest-sud-est de 4,80 × 3,80 m à l'ouverture pour 2 × 2,50 m au moins dans son fond, à une profondeur de 1,80 m. Les dimensions du bûcher funéraire du col de Ceyssat figurent parmi les plus importantes connues pour la Gaule et le monde romain,. Les données recueillies attestent une incinération considérable, avec une couche de crémation supérieure à 10 m3 et des résidus qui se retrouvent hors de l'emprise du bûcher. La bordure du bûcher est matérialisée par des blocs de trachyte tandis que les cendres sont scellées par une couche de blocs qui pourrait suggérer la présence d'un tumulus. Le mobilier recueilli, outre des ossements calcinés, comprend plus de 500 vases dont une partie a été éclatée par la chaleur du bûcher dont la température a dépassé 800 °C, des fragments d'ossements animaux, des offrandes végétales, du verre, des jetons, une fibule, des monnaies, et de nombreux clous qui ont dû servir au bûcher ainsi qu'au maintien des céramiques. L'identité du défunt incinéré sur ce bûcher daté du IIe siècle est inconnue, mais le caractère ostentatoire de l'incinération laisse supposer qu'il s'agit d'un membre de l'élite locale et potentiellement d'un prêtre du culte de Mercure. L'emplacement de sa tombe, qui ne se trouve pas nécessairement dans la fosse du bûcher, n'est pas connu, notamment du fait des dégâts occasionnés par la fouille clandestine,.
Au contact de la zone cultuelle et du relais routier, parmi deux bâtiments découverts entre la fin des années 1950 et le début des années 1960, se trouve le seul bâtiment de ce secteur qui n'a pas de vocation funéraire,. Fouillé en 1957, il s'agit d'un petit bâtiment rectangulaire (2,75 × 3,50 m) aux murs en appareil réticulé, scindé en deux espaces par un mur de refend de facture grossière. Des fragments de tubulures d'hypocauste y ont été trouvés.

### Synthèse
La connaissance de l'agglomération du col de Ceyssat repose sur la mise en commun du résultat des découvertes anciennes, des ponctuelles opérations de sondage réparties sur l'ensemble de l'emprise du site archéologique, et enfin sur des prospections pédestres menées en milieu boisé. Le dossier archéologique est essentiellement documenté grâce aux opérations programmées ménées sur les différents secteurs de l'agglomération antique,. Dans le cas de la zone nord, la seule étude du mobilier céramique permet d'envisager l'existence d'une zone cultuelle dont l’interprétation est confortée par les découvertes anciennes et les sondages récents,,.
L'ensemble des opérations confirment entre elles la chronologie de l'occupation, d'une présence laténienne entr’aperçue mais certaine, à un abandon du site inexpliqué après le milieu du IIIe siècle. Le caractère polynucléaire de l'agglomération est certain, notamment dans la relation entre la zone du col à proprement parler et le quartier-bas. L'absence de vestiges entre ces deux zones permet effectivement de privilégier l'hypothèse d'un « habitat [...] égrené le long des axes de communication ». La superficie estimée de l'agglomération oscille entre plus de 10 ha, 12 ha et au moins 15 ha,.
Si des secteurs spécialisés ont été mis en évidence, entre relais routier, zone cultuelle et zone funéraire, un grand nombre de questions demeurent en suspens, à l'image de l'organisation des voies de circulation interne. Le mobilier métallique mis au jour au début des années 2000 est quant à lui davantage le témoignage d'activités de production et vivrières que d'activités domestiques bien qu'il confirme, pour sa part, la caractérisation d'habitat groupé du col de Ceyssat. La présence d'un grand nombre de meules trouvées en concentration pourrait signaler une activité de boulangerie qui n'est toutefois pas attestée par les fouilles. Une carrière de trachyte découverte dans le cratère Kilian, au sud-ouest de l'agglomération, est parfois rattachée à l'agglomération du col de Ceyssat, mais aucune trace de taille d'époque romaine n'y est attestée.
Enfin, la question de la gestion de l'eau occupe une place centrale dans cette agglomération construite en terrasses. À l'exception de l'imposant fossé bordier découvert dans le quartier bas, aucun système d'écoulement des eaux de pluie n'a été retrouvé, ni aucune citerne. Si l'hypothèse d'un acheminement depuis des sources situées à quelques kilomètres a été envisagée, la découverte d'un grand nombre de cruches/bouilloires dans les sondages du secteur cultuel permet de supposer que l'eau de pluie récupérée était assainie dans ces récipients avant tout usage domestique ou cultuel.

## Identification et caractérisation

### Redécouverte d'une agglomération
Dès le XIXe siècle, l'hypothèse de la présence d'une petite ville est envisagée. Ainsi, Jean-Baptiste Bouillet y voit une « villa romaine ou un de ces postes militaires appelés mansio, statio, mutatio, que les Romains plaçaient sur les routes » tandis que le baron La Force évoque une « forteresse » ou encore un « bourg » et Louis De Laigue un « petit centre habité ». Dans le premier temps de ses recherches, Pierre-Pardoux Mathieu envisage une « forteresse, un poste militaire », évoquant ensuite des « résidences ». C'est en 1875 qu'il finalise son interprétation du col de Ceyssat en se demandant : « était-ce une étape pour le voyageur, ou une halte pour le pèlerin qui montait plus haut ? ». Au début du siècle suivant, Auguste Audollent indique plus précisément :

« Ce n'est pas seulement au sommet du puy, mais sur ses flancs (Redon, col de Ceyssat), à sa base (La Tourette d'Enval), qu'on a retrouvé des vestiges archéologiques importants. Il s'agit sans doute surtout d'hôtelleries (mansiones) pour les voyageurs ou les pèlerins. Mais dans cet ensemble plus d'un objet se rapporte directement à Mercure (statuettes et inscriptions). De sorte qu'on est autorisé à croire qu'à côté du temple d'en haut, ce dieu possédait aussi un temple d'en bas, peut-être pour ceux de ses dévots que l'ascension de la montagne aurait effrayés. »

— Auguste Audollent, « Lettre à M. Kurth sur le temple du puy de Dôme », 31 octobre 1907
Après être tombés dans l'oubli au cours du XXe siècle, les différents vestiges ne retiennent pas l'attention de Francis Tassaux lorsqu'il dresse la liste des agglomérations secondaires de l'Aquitaine romaine en 1994. Les auteurs de la Carte archéologique du Puy-de-Dôme ne retiennent également pas le col de Ceyssat en tant qu'agglomération et répartissent avec plus ou moins de précision les découvertes anciennes réalisées au tripoint des communes de Ceyssat, Saint-Genès-Champanelle et Orcines.
À l'occasion d'un travail de maîtrise qui a notamment porté sur la commune de Ceyssat, il a été possible de replacer les découvertes anciennes en les considérant toutefois comme autant de sites distincts. Ce n'est qu'à la faveur de la tempête de 1999 et d'opérations de fouille préventive qu'il a été possible d'« envisager l'hypothèse d'une agglomération secondaire liée au temple de Mercure »,.
Parallèlement aux opérations de prospection et de fouille préventive réalisées au tournant des années 2000, les sondages dirigés par Frédéric Trément ont permis d'attester sa caractérisation archéologique d'agglomération secondaire et de documenter archéologiquement le site, en rompant avec les analyses bibliographiques et littéraires du XIXe siècle,,. Sous cette appellation d'agglomération secondaire, les archéologues français de la fin du XXe siècle et du XXIe siècle désignent les habitats groupés qui se situent entre le chef-lieu de cité et l'habitat dispersé représenté par les établissements ruraux,.
Au milieu de la décennie suivante, un premier bilan réactualisé sur les agglomérations secondaires en Auvergne classe encore le col de Ceyssat parmi les « sites susceptibles de correspondre à des agglomérations bien que la documentation disponible s'avère incomplète »,,. La discussion qui suit cette présentation permet toutefois à Frédéric Trément de réaffirmer la densité des vestiges et leur interprétation.
Cette dernière est confirmée par une étude portant sur les agglomérations secondaires romaines dans le Massif central, laquelle retient le col de Ceyssat en tant qu'agglomération avérée,,. Redécouverte au tournant des années 2000, cette agglomération secondaire n'en avait pas moins été déjà interprétée en tant qu'habitat groupé dès le XIXe siècle, sans pour autant s'appuyer sur des vestiges archéologiques.

### L'Ubriliumde la table de Peutinger?

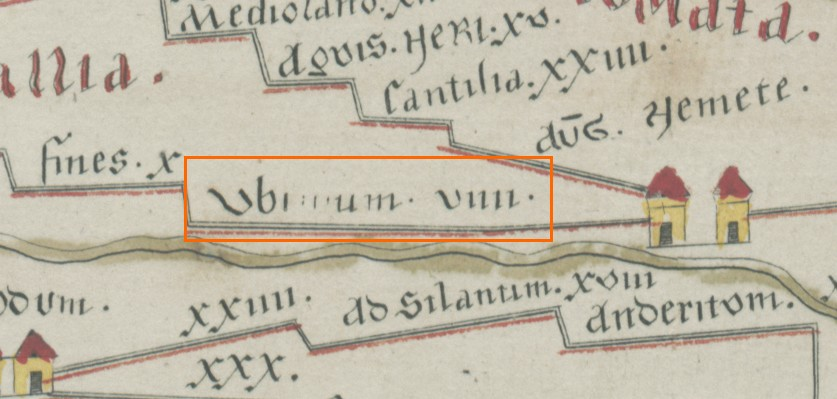
Emplacement de la station d'Ubrilium sur la table de Peutinger.

La localisation de la station d'Ubrilium a un temps été proposée au col de Ceyssat. À la suite de Jean-Baptiste Bourguignon d'Anville, Pierre-François Fournier l'a identifié à la ville d'Olby mais ni la toponymie ni la distance séparant l'agglomération d'Augustonemetum ne correspondent'. Pierre Denimal avait quant à lui associé la station au bourg de Mazaye. Frédéric Trément a proposé d'identifier l'agglomération du col de Ceyssat à Ubrilium dont l'éloignement par rapport à Augustonemetum correspond exactement à ce qui est indiqué sur la table de Peutinger (soit l'équivalent de 13 km). Cette hypothèse a toutefois été abandonnée par ce dernier au profit de celle de Mazaye, au bord de l'étang du Fung,.

### Un sanctuaire au pied du temple de Mercure
La présence d'une zone cultuelle à la base du puy de Dôme n'a été envisagée qu'à une seule reprise à la fin du XIXe siècle, lorsque De Laigue évoque l'hypothèse d'un sacellum à l'occasion de la découverte de la stèle funéraire qu'il met en relation avec le sanctuaire de La Tourette :

« Une inscription votive permet de supposer qu'indépendamment du temple monumental élevé au sommet du Puy-de-Dôme, il y avait peut-être un sacellum plus ou moins considérable, vers la base méridionale de cette montagne et à l'entrée du col de Ceyssat »

Les associations entre le sanctuaire sommital et les constructions découvertes à La Tourette sont effectivement plus nombreuses en ce qui concerne la présence de prêtres attachés au culte de Mercure Dumias. Pierre-Pardoux Mathieu, qui a été le premier à établir un lien entre les vestiges du col et la proximité du temple de Mercure, écrit :

« c'était au pied du Wasso, une bourgade florissante sous l'influence de la civilisation romaine, et qui dut être, pendant les hivers, la résidence des ministres attachés au sanctuaire »

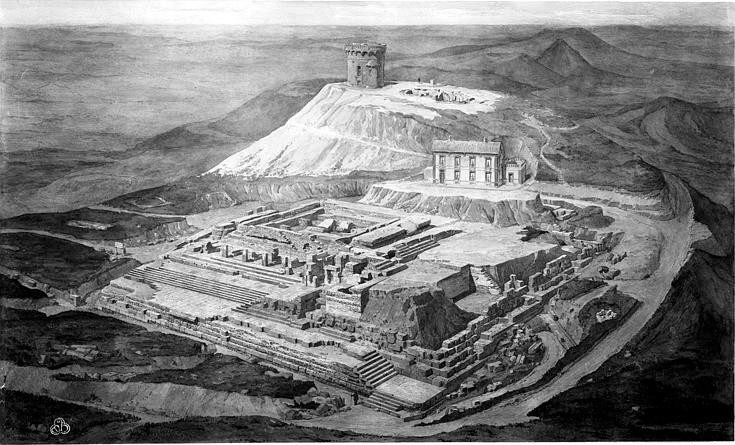
Fouilles du puy de Dôme avec l'observatoire au second plan (aquarelle de Louis-Clémentin Bruyerre, 1876).

Auguste Audollent, qui a envisagé que les constructions du col de Ceyssat accueillent des voyageurs et des pèlerins, expose plus précisément son point de vue sur le sanctuaire de la Tourette dans une publication ultérieure :

« Ceux que l'ascension aurait effrayés, en raison de leur âge ou de leur santé débile, pouvaient, semble-t-il, satisfaire leur piété sans s'exposer à pareille fatigue. Au col de Ceyssat, et sur le flanc occidental du puy, au lieu dit “Redon”, où la route des automobiles coupe le chemin aux seize lacets, des vestiges archéologiques ont revu le jour. S'il s'agit vraisemblablement d'abris ou d'hôtelleries pour les voyageurs et les pèlerins, on n'en saurait sans doute dire autant de La Tourette d'Enval, au territoire de Montrodeix, sur le plateau méridional, où l'on a exhumé des inscriptions et des statuettes de Mercure. Là pouvait bien exister un sanctuaire plus accessible aux impotents que celui du sommet. Mais la plupart des dévots devaient tenir à porter au dieu, sur le Dôme même, leurs hommages avec leurs prières, et à suspendre leurs ex-voto aux murs et aux voûtes de son temple. »

En tant que possible lieu de résidence des prêtres du culte de Mercure, le sanctuaire de l'agglomération du col de Ceyssat est un point de passage obligé pour accéder au puy de Dôme. Marc Migeon estime que « le sanctuaire [sommital] constitue le point d'aboutissement d'un cheminement jalonné de sanctuaires qui ont été mis en évidence entre le col de Ceyssat, la plaine de Laschamps et le sommet du Puy-de-Dôme ». Cette interconnexion particulièrement marquée entre le relais routier et les zones cultuelles, du sommet du puy de Dôme et du nord de l'agglomération du col de Ceyssat, a d'ailleurs mené Jérôme Trescarte à comparer avec malice le sanctuaire de Mercure au sanctuaire de Lourdes « où l'emprise des hôtels et hébergements divers, des restaurants et surtout des multiples boutiques de souvenirs et objets pieux, sur le sanctuaire marial lui-même, est si forte ! ».

### Ceyssat, une agglomération dans un réseau
La recherche doctorale de Florian Baret portant sur les agglomérations secondaires du Massif central a permis de replacer l'agglomération du col de Ceyssat dans un contexte régional plus important en s'appuyant sur une reprise critique de la documentation archéologique de chaque dossier. Parmi les 147 sites étudiés, 93 ont été classés comme agglomérations hypothétiques et avérées, dont 56 se trouvent dans le territoire de la cité des Arvernes.
Quelques éléments peuvent être tirés de cette mise en série. L'agglomération se situe dans une frange marginale des sites du point de vue de son implantation altitudinale : elle appartient à une classe qui ne représente que 5,05 % des agglomérations, avec une altitude comprise entre 1000 et 1 200 m d'altitude, tandis que la moyenne est de 506 m d'altitude. Son organisation polynucléaire n'est pas un cas unique dans la cité arverne, comme l'attestent les sites de Blot-l'Église, Usson-en-Forez ou encore Lezoux. À l'échelle du Massif Central, elle est toutefois la seule agglomération secondaire implantée au sommet d'un col. Cette polynucléarité, au contact de la voie d'Agrippa d'axe est-ouest, et d'une voie menant au sommet du puy de Dôme, en fait un carrefour routier comme à Voingt tandis que l'implantation périphérique d'une zone cultuelle peut notamment se retrouver à Charbonnier-les-Mines, sur le site archéologique de la Croix de la Pierre,.